# شب احیا

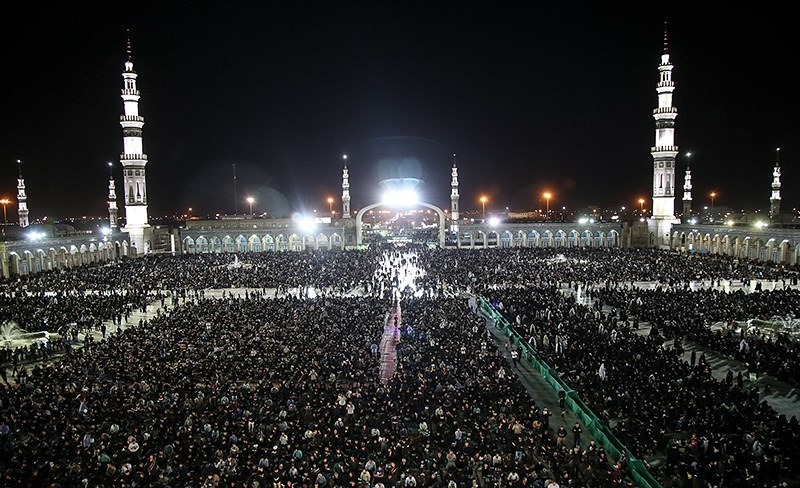
۲۸ خرداد ۱۳۹۶ (۲۳ رمضان ۱۴۳۸ قمری): مراسم شب احیا در مسجد جمکران، قم، ایران.

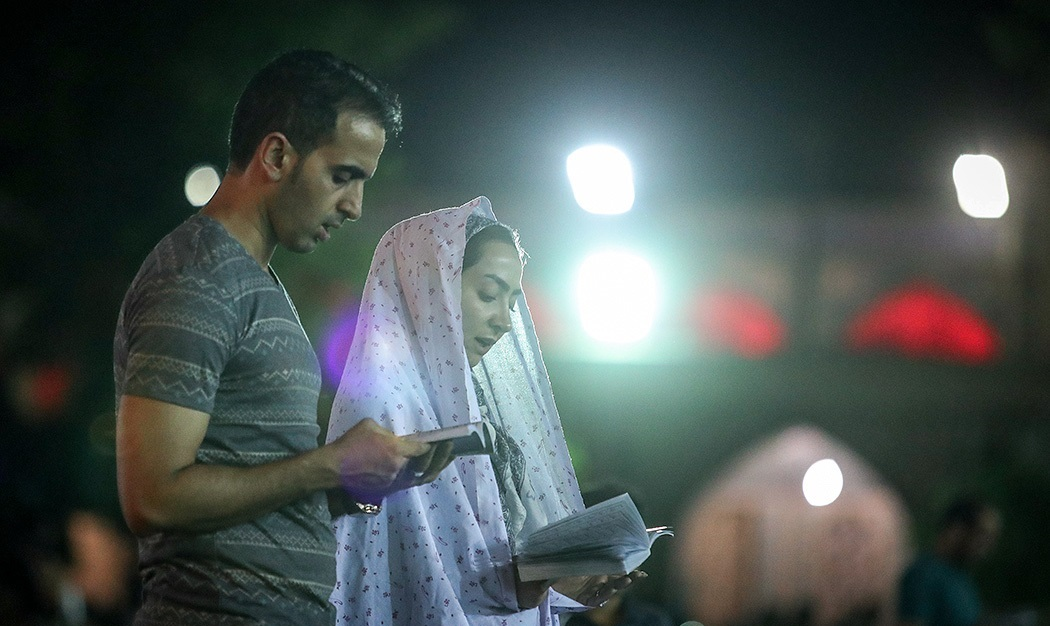
در ۱۹اُم، ۲۱اُم و ۲۳اُم رمضان مراسم شب احیا در سراسر ایران برپا شده و مردم به مساجد و مکان‌های مذهبی رفته و تا صبحدم نیایش می‌کنند.

احیاء یا شب‌زنده‌داری (یعنی شب را به دعا و عبادت گذراندن) یکی از سنت‌های مهم در میان مسلمانان است. شب‌زنده‌داری به‌قصد نماز شب به‌گفتهٔ اکثر مفسرین، همان‌طور که از سورهٔ المزمل برمی‌آید، در ابتدای اسلام حدود یک سال (بنا به اختلاف در روایات) واجب بوده و مسلمانان در کنار پیامبر اسلام آن را به‌جای می‌آوردند. به‌نظر اغلب فقها و مفسرین، پس از حدود یک سال طبق آیهٔ ۲۱ همین سوره، خداوند در این حکم تخفیف قائل شد و جای آن را تهجد گرفت. مهمترین زمان برگزاری مراسم شب احیا برای مسلمانان، شب‌های نوزدهم، بیست و یکم و بیست و سوم ماه رمضان است.

## اِحیاء به‌معنی خواص
اِحیاء به‌معنی خاص، شامل شب‌زنده‌داری و بیدار ماندن شب‌های خاصی از سال است که در رأس آن شب قدر (شب‌های نوزدهم، بیست‌ویکم و بیست‌وسوم ماه رمضان) قرار دارد. همچنین در روایتی از امام اول شیعیان علی بن ابی‌طالب، احیا در چهار شب از جمله شب اول ماه رجب، شب نیمهٔ شعبان، شب عید فطر و شب عید قربان توصیه شده‌است.
همچنین از حَضْرَتِ محمد (صَلیٰ الله عَلَیه و آلِهٖ) پیامبر خدا نقل شده که هر کس شبهای عیدین (عید فطر و عید قربان) را احیا کند در آن روزی که دل‌ها می‌میرند، دل او نمیرد. مشابه همین روایت برای احیای شب نیمه شعبان نیز نقل شده‌است.

## خصوصیات
احیا آیینی مذهبی است که می‌تواند به صورت فردی یا جمعی برگزار شود. شخص می‌تواند خود احیا را در خانه انجام دهد یا به گروهی در مسجد ملحق شود. احیا را می‌توان در تمام شب‌های سال انجام داد، اما شب‌های خاصی توسط بزرگان دین بیشتر توصیه شده‌است. احیا را می‌توان به سادگی با بیدار ماندن در طول شب و ذکر گفتن یا خواندن نماز شب انجام داد. علاوه بر این می‌توان از دعاها و موارد تخصصی‌تری که در کتاب مفاتیح الجنان آمده برای برگزاری احیا استفاده کرد.
شب احیا یعنی شبی که تمام آن را به عبادت و نماز بگذرانید و نخوابید. این یکی از سنت‌های مهم مسلمانان است. شب قدر، مجموعه‌ای از شب‌های ماه اسلامی رمضان است که نوعی شب احیا است. همان طور که گفته شد، شب‌های احیای ماه رمضان یا همان شب قدر احتمالاً یکی از روزهای فرد ماه رمضان است که به بنا بر گفته شیعیان ایرانی، تاریخ‌های مهم حدس زده شده در مورد آن عبارتند از نوزدهم، بیست و یکم و یا بیست و سوم ماه رمضان. اولین شب احیای ماه رمضان به ویژه در ایران و برخی دیگر کشورهای مسلمان، تاریخ ۱۹ رمضان است. در ۱۹ رمضان سال ۴۰ قمری، اولین امام شیعیان، علی، هنگام اقامه نماز صبح مورد حمله قرار گرفت و ابن ملجم مرادی در مسجد کوفه، با شمشیری زهرآلود بر فرق سر وی ضربت زد. علی دو روز بعد در ۲۱اُم ماه رمضان درگذشت. از این رو اولین شب احیا برای مسلمانان، به ویژه مسلمانان شیعه در ایران، مصادف با ۱۹ رمضان و سالروز ضربت خوردن امام اولشان علی، است. اولین شب احیا را در ۱۹ رمضان هر سال بر پا می‌دارند و به خاطر مجروح شدن امام اولشان علی، عزاداری می‌کنند. دومین شب احیای ماه رمضان برای مسلمانان شیعه به ویژه ایرانیان یعنی بیست و یکم ماه رمضان که مصادف با مرگ اولین امامشان علی است و هر ساله در این شب علاوه بر اقامه آداب مخصوص به شب احیا، مراسم عزاداری به خاطر کشته شدن اولین امامشان علی را نیز برپا می‌دارند. آخرین شب احیای ماه رمضان برای مسلمانان شیعه به ویژه ایرانیان، شب بیست و سوم ماه رمضان است که در این شب نیز برای برگزاری مراسم عبادی دسته‌جمعی، اقدام می‌کنند. البته در برخی از کتب و منابع اسلامی، شب‌هایی بعد از شب ۲۱اُم ماه رمضان نیز به عنوان شب قدر حدس زده شده است، ولی مهم‌ترین رسوم اجرایی شب‌های احیای ماه رمضان به ویژه در کشور ایران، همانطور است که گفته شد.

### ثواب و فواید آن
در روایات فراوانی از محمد و چهارده معصوم نقل شده‌است که هر کس شب‌های قدر را احیا کند، گناهانش آمرزیده می‌شود. همچنین گفته شده روزی او زیاد می‌شود و در کارهایش گشایش می‌بیند. در احادیث مربوط به چهارده معصوم آمده‌است: بیدار ماندن قسمتی از شب و نماز خواندن و تلاوت قرآن ثواب بسیار دارد. خاصیت‌های دیگری نیز در متون اسلامی برای احیا آمده‌است، از جمله: با احیا، بیماری از جسم خارج می‌شود. چهره فرد را نورانی و زیبا می‌کند. خانه فرد یا محل برگزاری احیا نورانی می‌شود. باعث تلاش مستمر و مداوم در طول روز می‌شود. موجب تضمین روزی بدون رنج و زحمت است. فرصتی برای تمدد اعصاب و رفع خستگی، افسردگی و آزردگی و ترمیم روح و جسم فرد است. فرصتی است برای مناجات با خالق جهان هستی و اوج قرب الهی. بُعد معنوی فرد را می‌سازد و تقویت می‌کند و باعث می‌شود فرد از منبع علم و قدرت لایزال الهی، توش و توان بگیرد. موجب اصلاح روابط بین افراد شده و آن را بهبود می‌بخشد.